# 克里斯蒂安·马乔
克里斯蒂安·马乔（義大利語：Christian Maggio，1982年2月11日—）是意大利足球运动员，在球场上司职右后卫或是右边翼。
馬喬是一位擁有極強助攻力和侵略性的右邊衛。他在2007-08賽季為森多利亞攻入9個聯賽入球，是當季意甲入球最多的後衛。

## 榮譽

### 球會
拿玻里
- 意大利盃：2011–12, 2013–14（英语：2013–14 Coppa Italia）
- 意大利超級盃：2014（英语：2014 Supercoppa Italiana）

### 國家隊
意大利
- 欧洲足球锦标赛亚军：2012
- 国际足联联合会杯第三名：2013

### 個人
- Oscar del Calcio（英语：Oscar del Calcio） - 意大利甲組足球聯賽最佳陣容：2010–11,[3] 2011–12,[4] 2012–13[5]